# 我的世界：地下城
《我的世界：地下城》是一款動作角色扮演遊戲，為《我的世界》遊戲的系列作。2020年5月26日於Windows、任天堂Switch、PlayStation 4及Xbox One等平台發行。此遊戲可單機遊玩或進行至多四人的多人遊戲，同时也支援雲端存档和全平台存档。
2023年9月28日，官方宣布遊戲不再更新，1.17成為遊戲的最後一個版本。

## 遊玩內容
《我的世界：地下城》不同於原作《我的世界》，此遊戲不包含合成系統、建築或者摧毀方塊的能力，反之專注於迷宮探索。玩家可以探索隨機生成且充滿怪物的地下城，並解決途中遇到的陷阱、謎題、尋找隱藏在地下城內的寶藏。
本作無職業系統，玩家可隨意地使用任何武器或裝甲，而不受角色職業的限制。
遊戲內包含10個普通關卡，6個祕密關卡，6個付費拓展包（DLC）一共十八关，另一个DLC已於2021年7月28日上线，预计包含3个关卡。游戏内有三个周目难度和PLUS难度（最高难度）。

## 開發
《我的世界：地下城》是由Mojang創意總監曼斯·歐森（Mans Olson）提出並開發的遊戲，使用虛幻引擎4運行。在发售后几个月后的2020年9月30日，游戏加入了繁简中文。

## 評價
Shacknews 評論該作：「使玩家們可以悠閒的探索迷宮遊戲，是一個有趣的遊戲。」

## 争议
《我的世界：地下城》发布的第一个版本启动器存在严重錯誤，导致部分玩家卸载启动器时被删除其他文件。

## 外部連結
- 官方网站（简体中文）
- 官方网站（繁體中文）
- 官方网站（美式英语）
- 《我的世界：地下城》中文百科 （页面存档备份，存于）
- YouTube《我的世界：地下城》影片